# Szap
Szap (szlovákul Sap, 1948 és 1990 között Palkovičovo) község Szlovákiában, a Nagyszombati kerületben, a Dunaszerdahelyi járásban.

## Fekvése
Szap a Csilizközben fekszik, Dunaszerdahelytől 20 km-re délre, a Duna bal partján. Területén torkollik a Duna főágába a bősi vízierőmű alvízcsatornája. A Duna elterelésével létrejött mesterséges sziget legdélebbi része a község területéhez tartozik. Szap közvetlenül a Duna töltésének lábánál fekszik.
A község területe 12,43 km², nyugatról Bős, északról Csiliznyárad, keletről Medve, délről pedig Ásványráró és Győrzámoly községekkel határos. Déli határát a Duna főága alkotja, mely egyben országhatár is.
Szapot a 906-os út köti össze a szomszédos Csiliznyáradon (mellyel csaknem teljesen egybeépült) keresztül Bőssel (9 km), valamint Medvével (5,5 km). Balony felé 4,5 km hosszú mellékút teremt összeköttetést. A Duna töltésén nemzetközi kerékpáros túraútvonal vezet.

## Élővilága

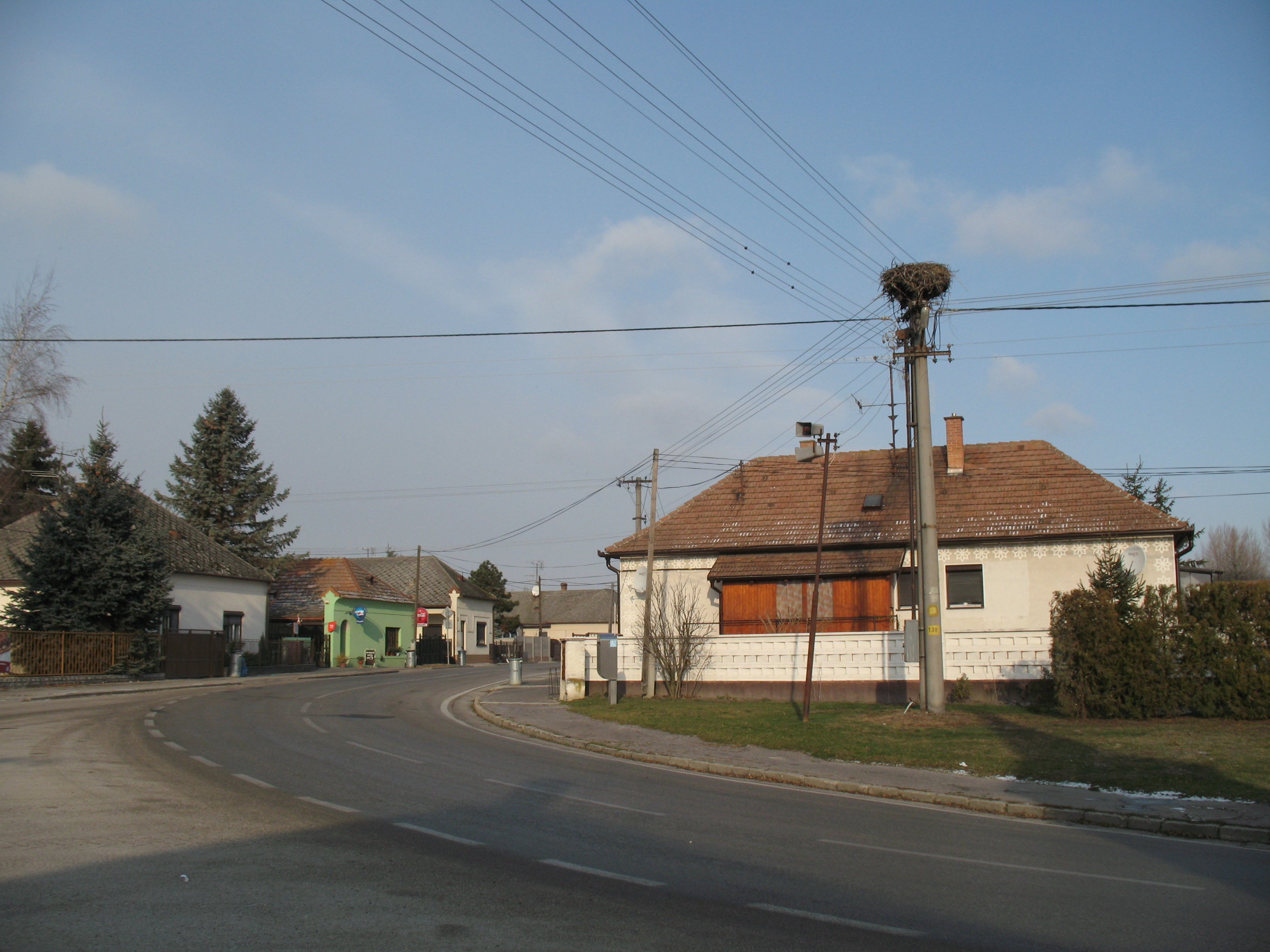
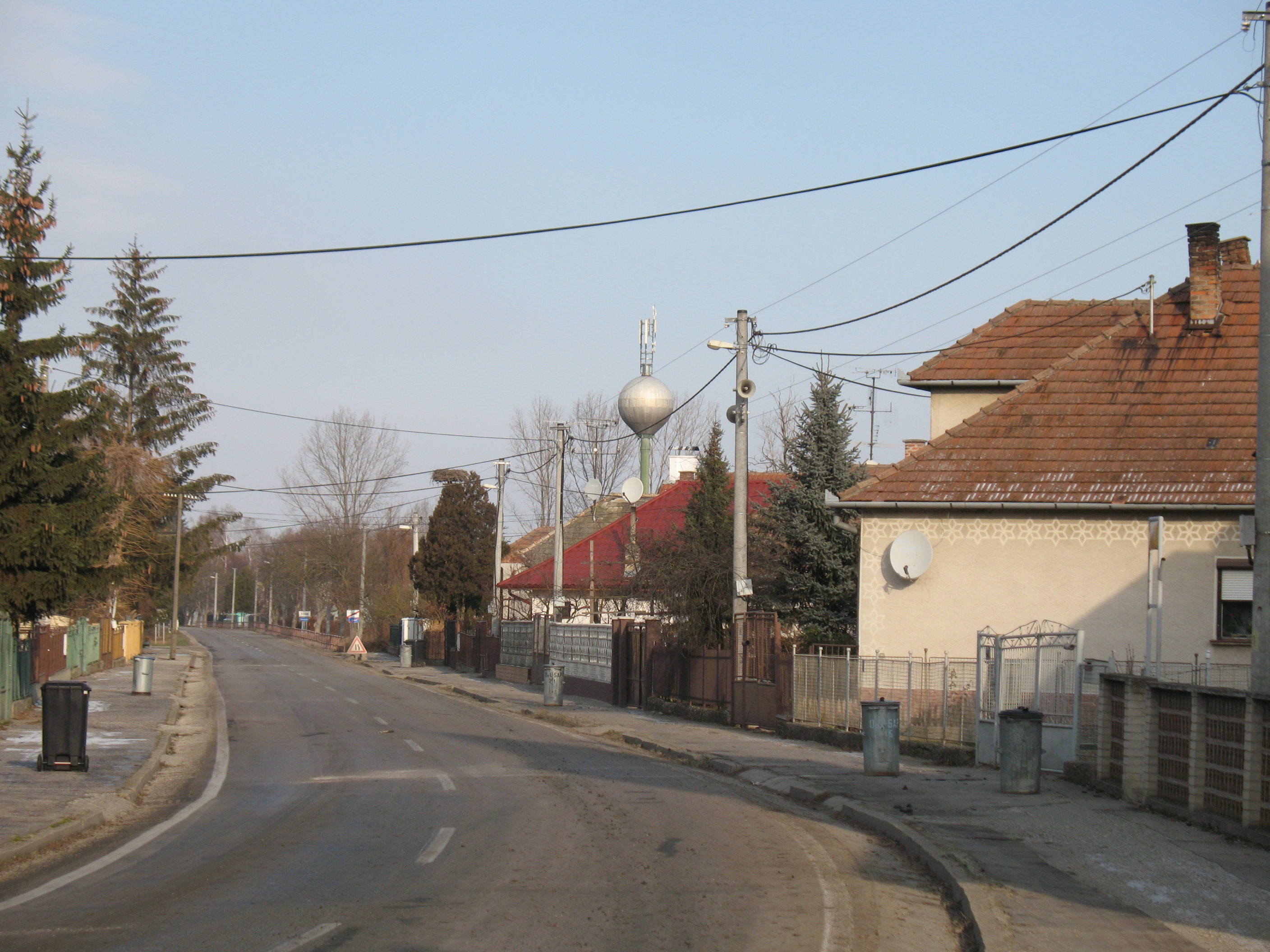
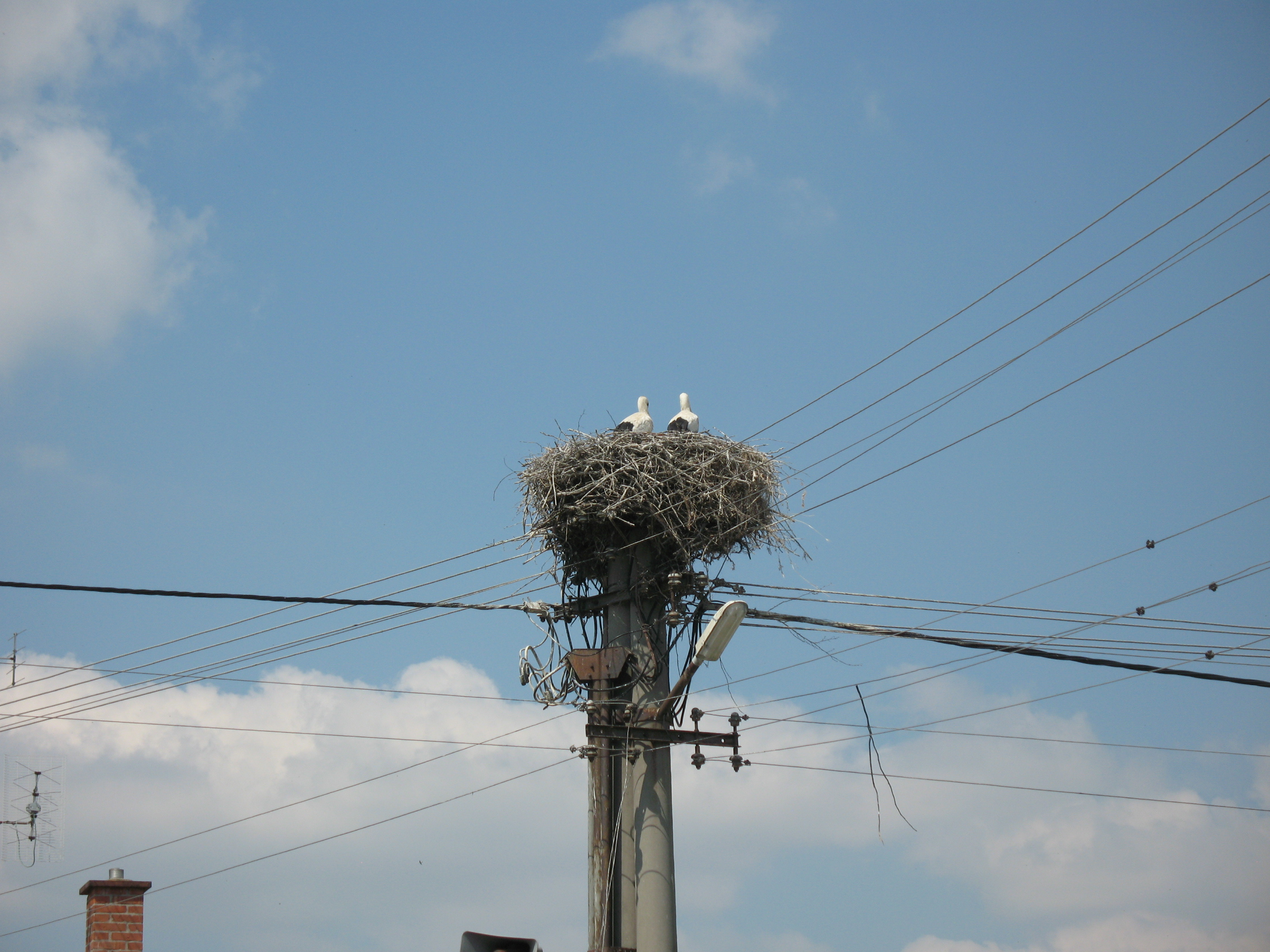
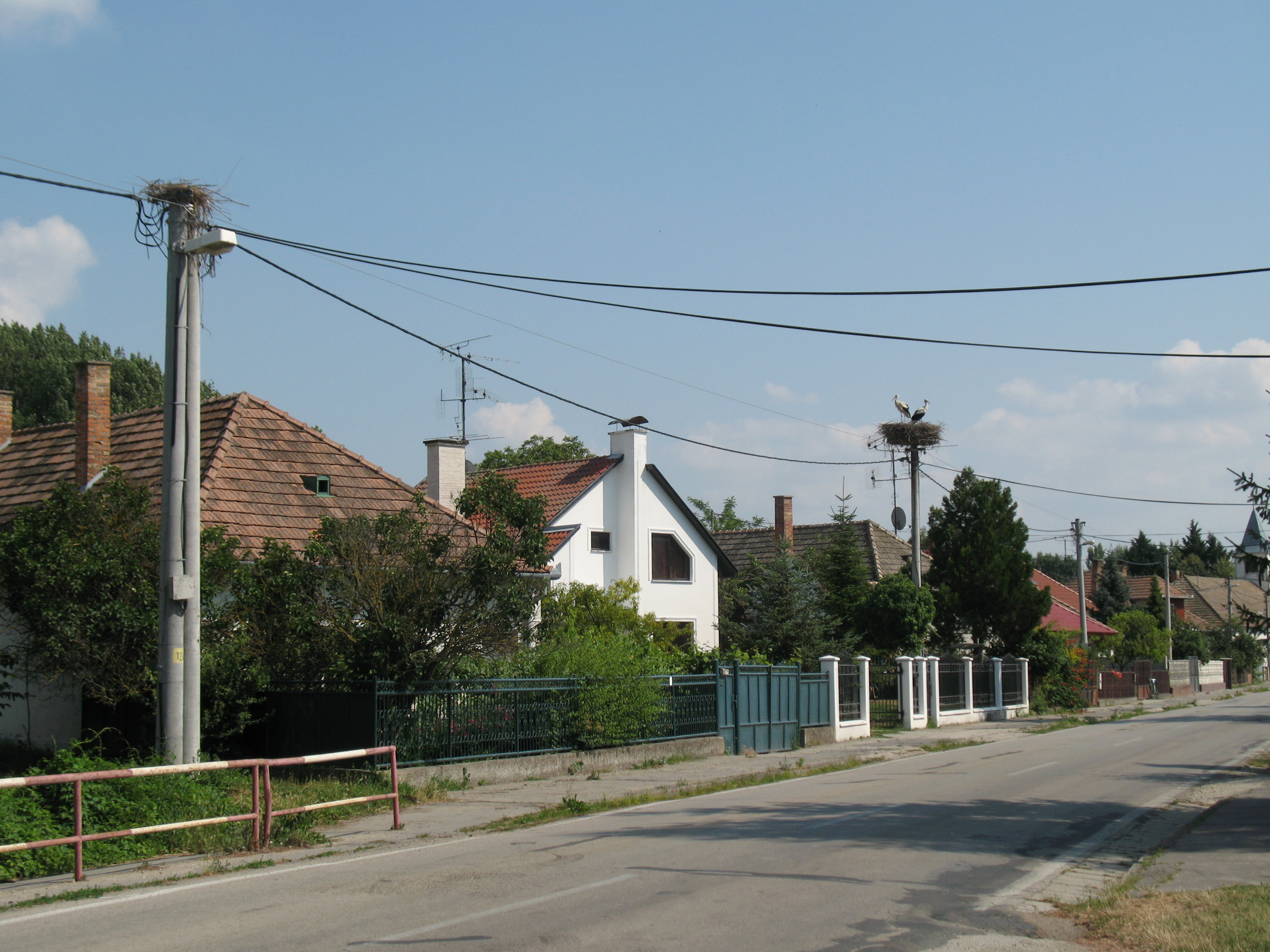
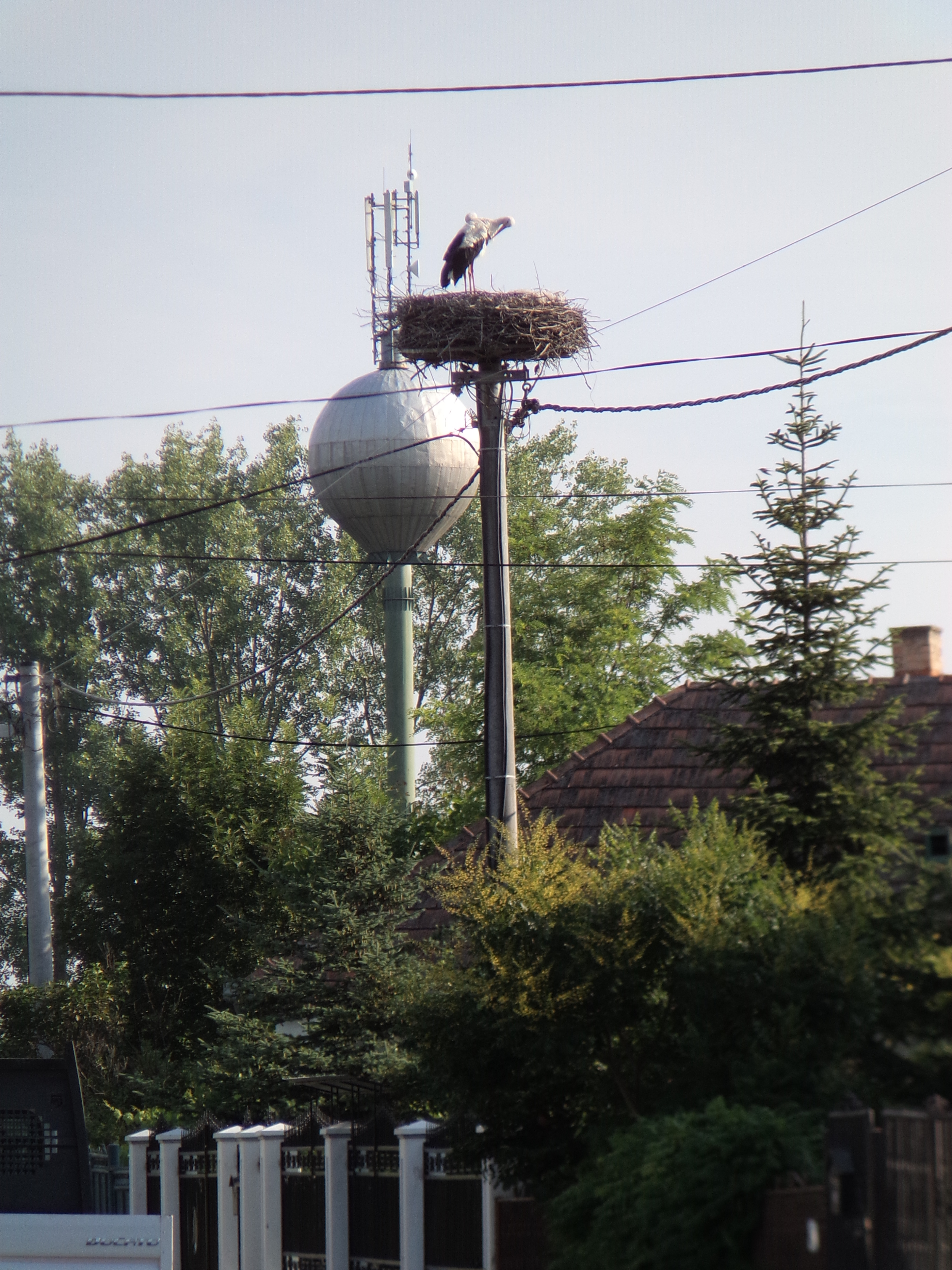
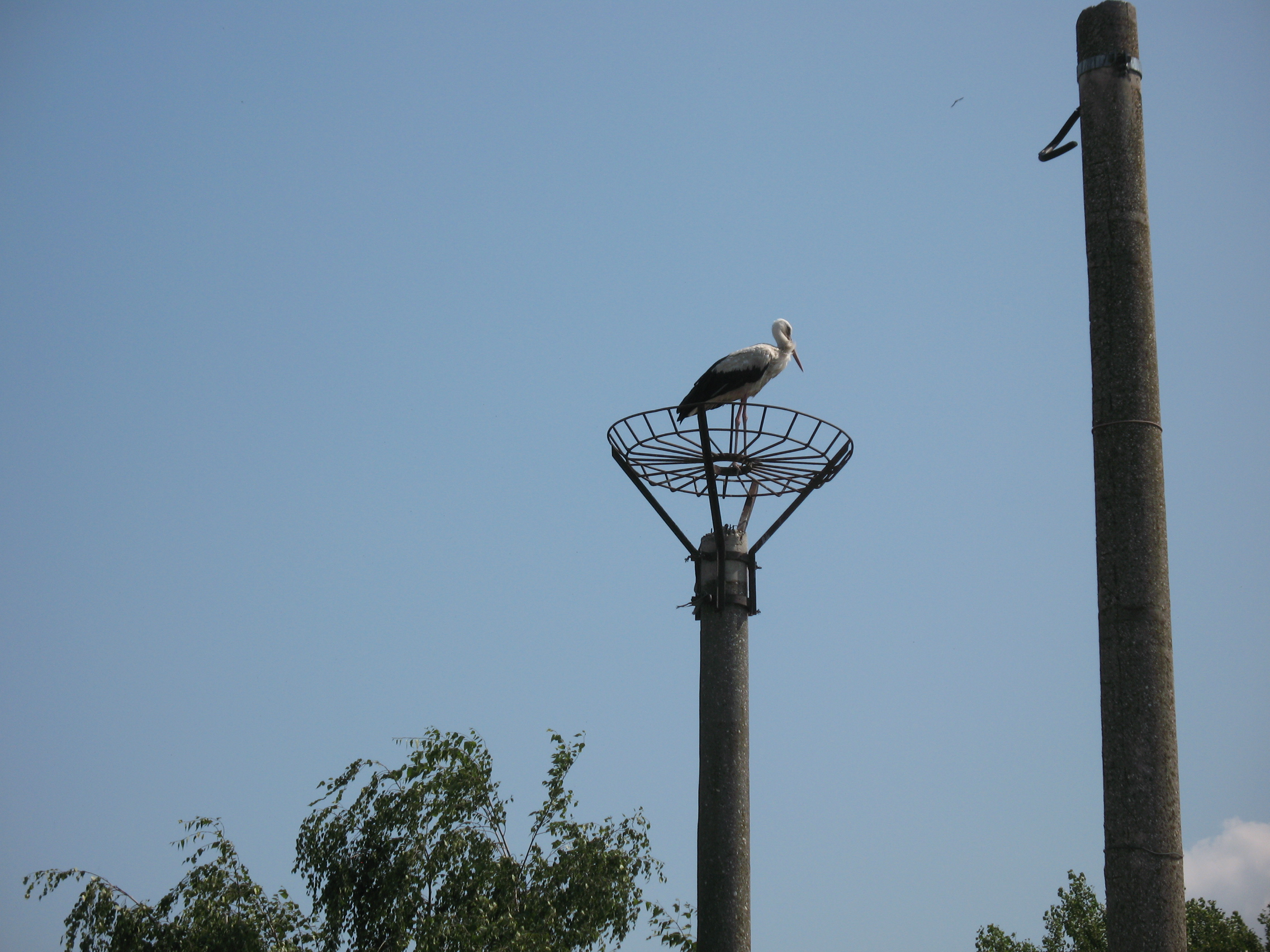

1934-ben 6 vagy 4 gólyafészket tartottak nyilván, 1954-ben hármat, 1984-ben egyet, 1988-ban pedig kettőt. A faluban ma 4 gólyafészket tartanak nyilván, azonban csak az egyikről vannak részletesebb adatok, utoljára 2009-ből. 2013-ban a református templom közelében lévő fészekben 2 fiókát számoltak össze, de a faluban több gólya is megfordult.

## Története
1255-ben említik először Zap alakban. 1300-ban két falut is említenek Szap néven: Alsó- és Felsőszapot. 1455-ben pozsonyi várbirtok, majd a Dóczyaké és 1800-tól a Héderváryaké. A 15. század végén a Gencsy és a gróf Cseszneky családok birtoka. Az 1544. évi összeírás csupa egytelkes nemest említ birtokosként.
A múltban elterjedt itt a kecsege és a viza halászata, egy feljegyzés szerint 1680-ban a szapiak hatalmas kecsegét küldtek Lipót császárnak, aki ezért templom építését engedélyezte. 1828-ban 75 házzal és 522 lakossal szerepel az összeírásban.
1850-ben árvíz, 1863-ban pedig emlékezetes tűz pusztította a falut, amikor a nádfedeles házak többsége leégett. 1885-ben 131 háza és 314 lakosa volt.
1896-ban fejezték be a Duna szabályozási munkálatait és a gátépítést. Korábban a szapi Duna-szakasz hírhedt volt a hajósok körében, a folyó hatalmas homokzátonyokat, torlaszokat alakított itt ki.
A trianoni békeszerződésig Győr vármegye Tószigetcsilizközi járásához tartozott. Lakói neves halászok, aranymosók és vízimolnárok voltak.
1921-ben 684 lakosa volt, ebből 658 (96,2%) volt magyar, 17 (2,5%) szlovák nemzetiségű.
A 20. század közepéig jelentősek voltak a község vízimalmai. Az 1910-es években a településnek még 32 vízimalma volt, de az 1930-as évek gazdasági válságát közülük csak 6 élte túl. A Horváth-malom, melynek 24 m hosszúságú hajóteste 7 m átmérőjű malomkerékkel volt ellátva, többnyire a folyóparttól mért legnagyobb megengedett távolságban, 28 m-re volt lerögzítve. Az úszó vízimalom napi teljesítménye az 50 zsák lisztet is elérte.
1948-ban a csehszlovák államhatalom Juraj Palkovič szlovák költőről Palkovičovónak nevezte el, csak 1990-ben kapta vissza történelmi nevét. Az 1990-es években a faluban kiépült a gáz- és vízvezeték. A 2000-es években egyre gyakoribbá vált a faluban, hogy az üres házakat pozsonyiak vásárolják meg.

## Népessége
| Év:            | 1994. | 2004.   | 2014.   | 2024.   |
| -------------- | ----- | ------- | ------- | ------- |
| Emberek száma: | 566   | 541     | 522     | 503     |
| Eltérés:       |       | -4,41 % | -3,51 % | -3,63 % |

| Év:            | 2023. | 2024. |
| -------------- | ----- | ----- |
| Emberek száma: | 503   | 503   |
| Eltérés:       |       | +0 %  |

1910-ben 645, túlnyomórészt magyar anyanyelvű lakosa volt.
2001-ben 541 lakosából 520 magyar (96,3%) és 13 szlovák (2,4%) nemzetiségű volt. Ugyanekkor 316 római katolikus és 208 református vallású lakosa volt a községnek.
2011-ben 535 lakosából 505 magyar és 24 szlovák volt.
2021-ben 508 lakosából 429 (+7) magyar, 63 (+2) szlovák, 8 egyéb és 8 ismeretlen nemzetiségű volt.

## Önkormányzat

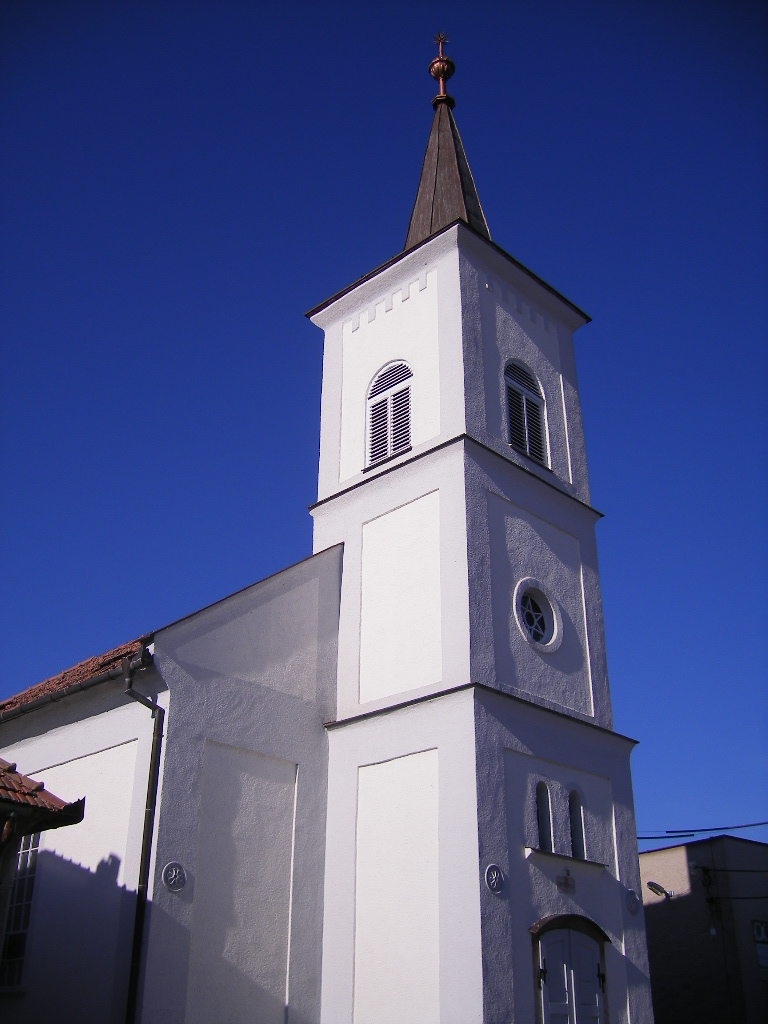
Református templom

Szap község jelképe a címer és a zászló, melyeket 1997. március 3-án szenteltek fel. A címer a falu 19. századi pecsétjének alapján készült, zöld alapon sárga koronát ábrázol, felette kardot tartó páncélos kézzel, mely a falu nemesi múltjára utal. A zászló háromágú fecskefarokban végződik, színei zöld-fehér-sárga, a zöld sáv kétszer szélesebb a többinél.
Szap a Csilizközi Kistérségi Társulás tagja.

## Oktatás, kultúra, társadalmi szervezetek
Szapon sem iskola, sem óvoda nem működik, a falu gyermekei Csiliznyárad, Csilizradvány, Bős, Nagymegyer és Dunaszerdahely oktatási intézményeiben tanulnak. A községben futballklub, nyugdíjasklub és tűzoltócsapat működik.

## Gazdaság

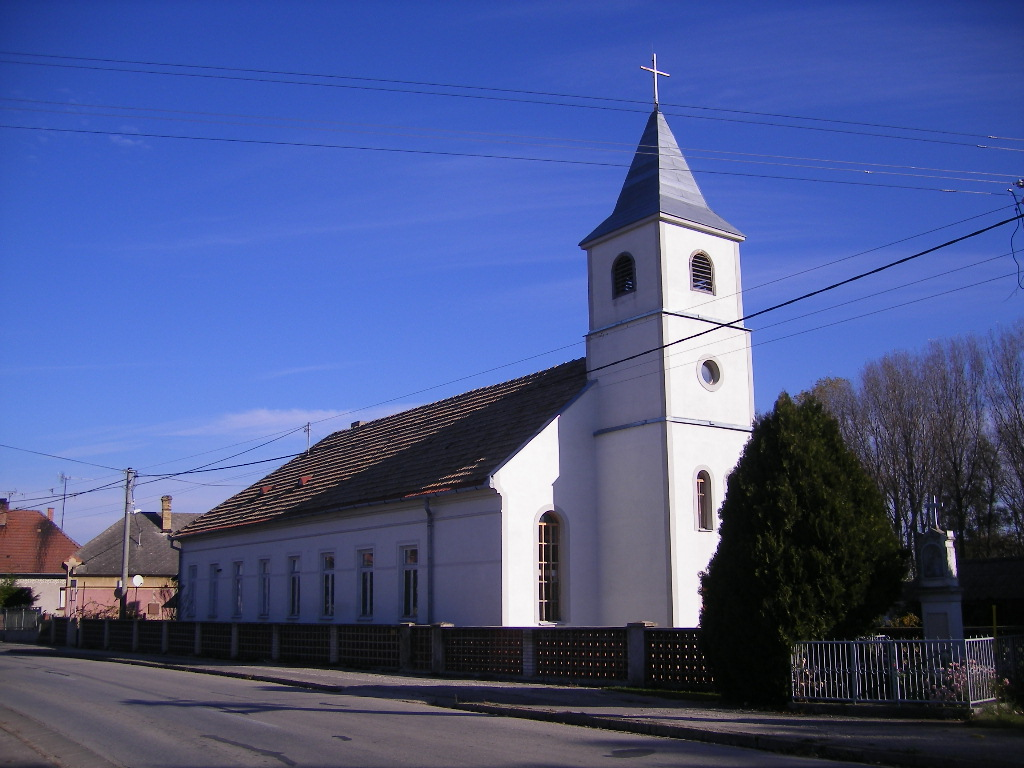
Katolikus templom

A faluban ma is működik a mezőgazdasági szövetkezet és egy betonelemeket gyártó cég is megtelepedett itt. A Duna partján kavicskitermelés folyik. A lakosság nagy része ipari ingázóként a környező városok (Dunaszerdahely, Pozsony, Győr, Mosonmagyaróvár) üzemeiben dolgozik.

## Nevezetességek
- Református temploma eredetileg a 18. század végén épült klasszicista stílusban. 1856-ban és 1863-ban tűzvész áldozatává vált, ezért 1885-ben teljesen újjáépítették (ez az évszám olvasható a bejárat felett is). Berendezése nagyrészt 20. századi, de egy 1820-ból származó kehely[11] is hozzá tartozik. A templomot 1993-ban felújították.[12]
- Katolikus temploma 2000 októberében épült az egykori katolikus népiskola átépítésével.[13] A katolikus hívőket korábban az 1973-ban épült kápolna szolgálta.
- A katolikus templom előtt álló fülkés Szent Család-szobrot 1914-ben emeltette Koller József és Mise Klára.
- A Duna-töltés közelében áll egy 1875-ben épült nádfedeles parasztház.
- A szapi halászcsárda a falu egyik fő nevezetessége.
- A két világháború áldozatainak emlékművét 2005-ben állították.
- Millenniumi emlékkopjafa.

## Képtár

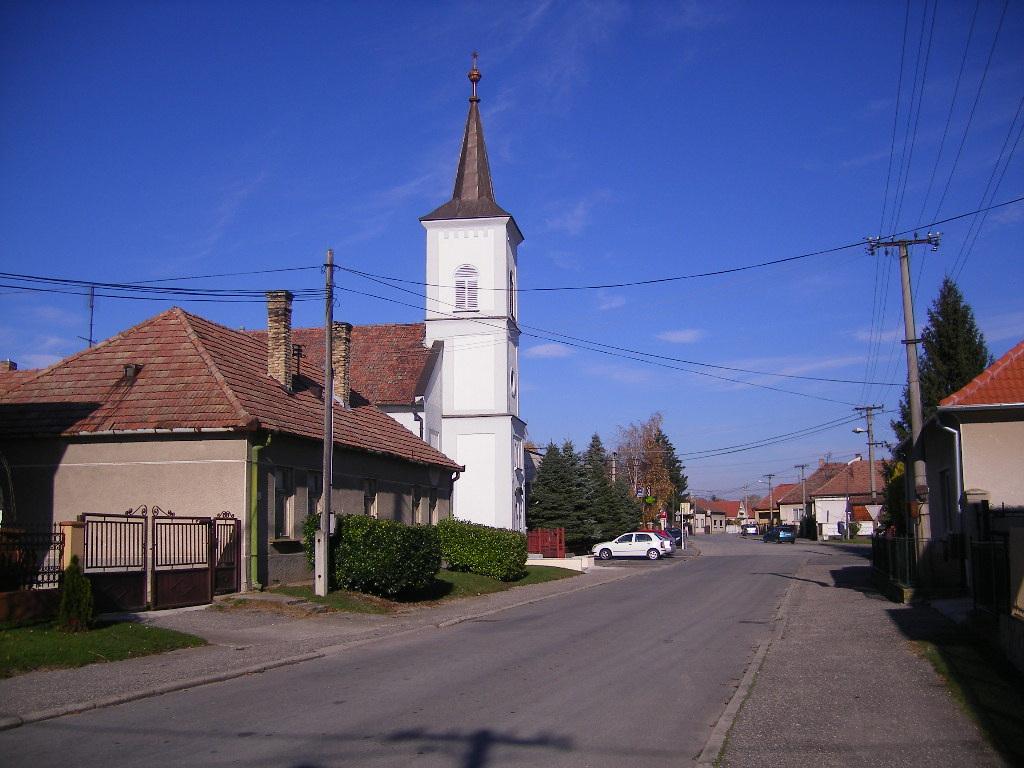
Utcakép a református templommal
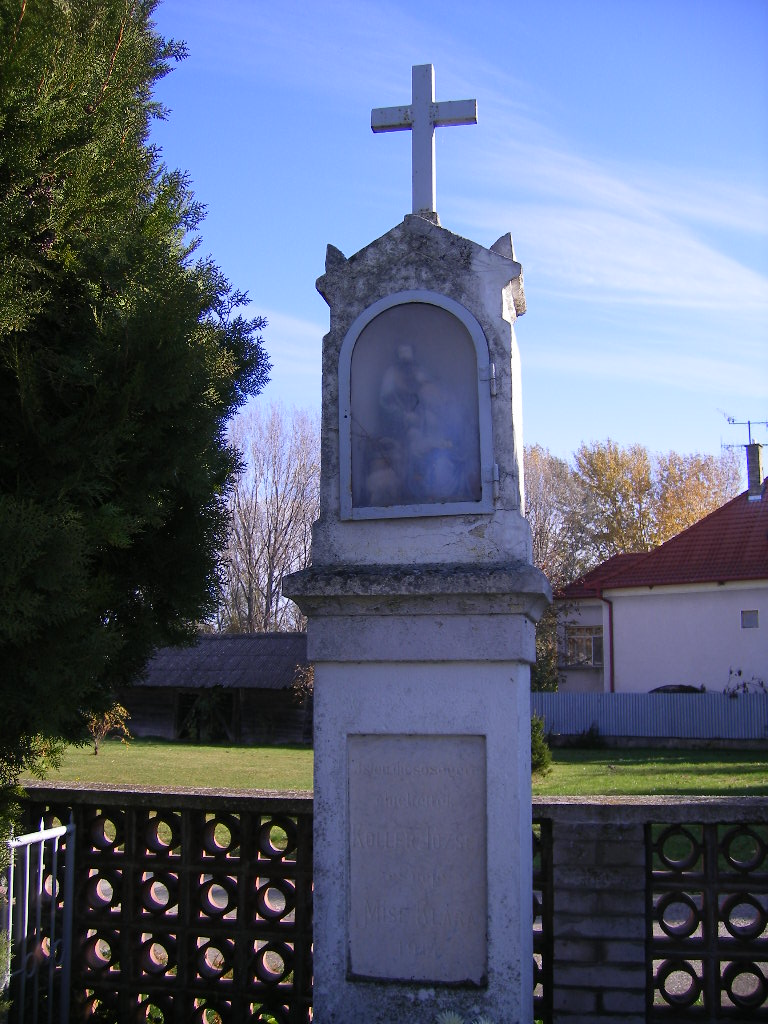
Szent Család-szobor
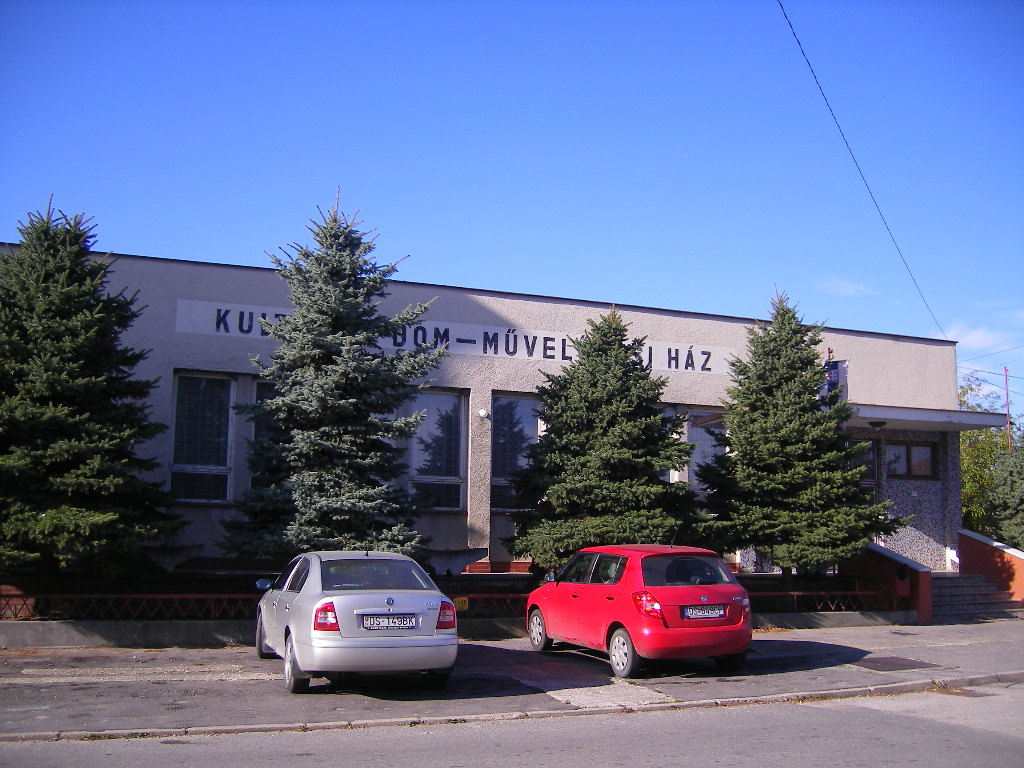
Művelődési központ
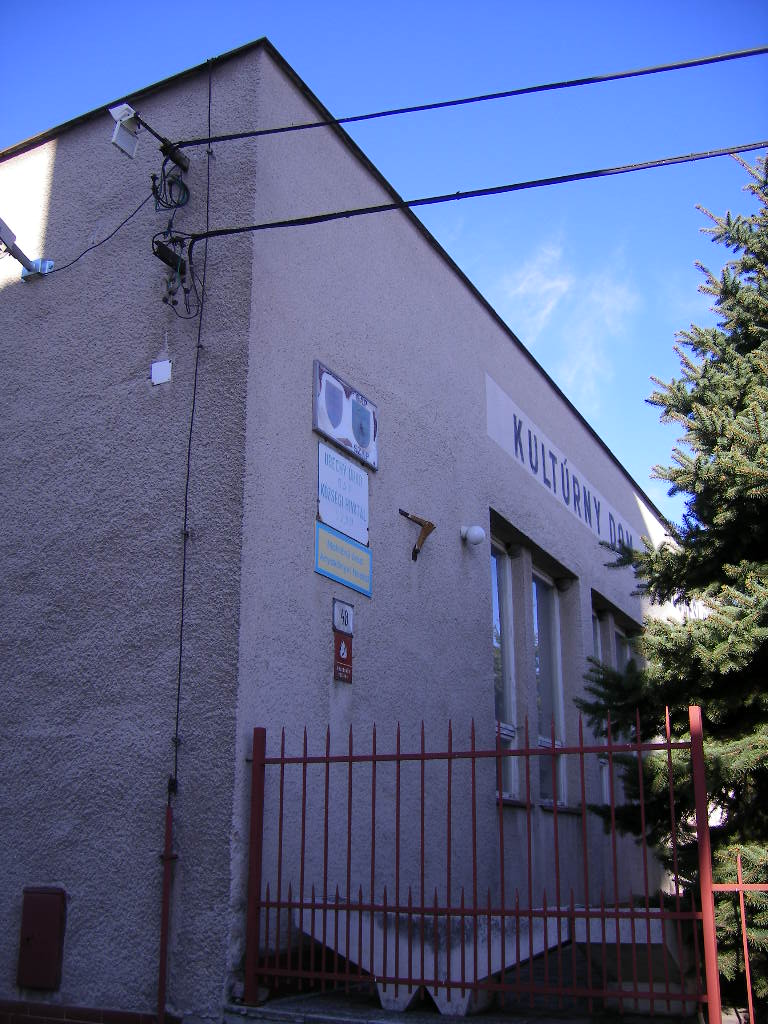
Községi hivatal
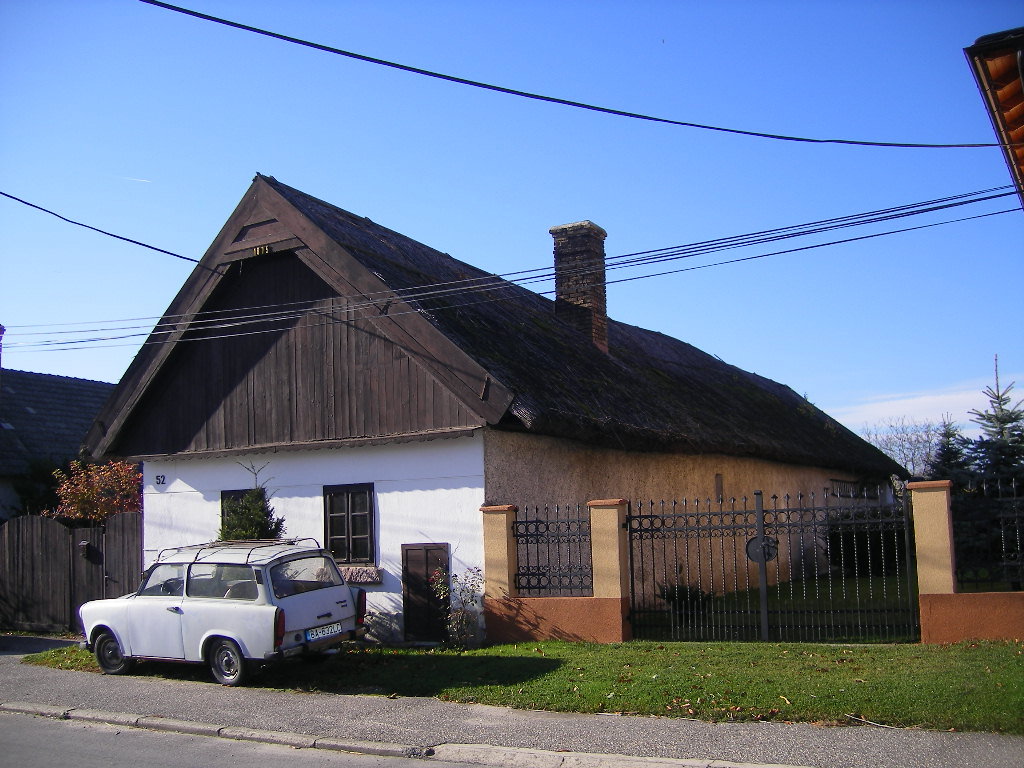
Nádfedeles ház
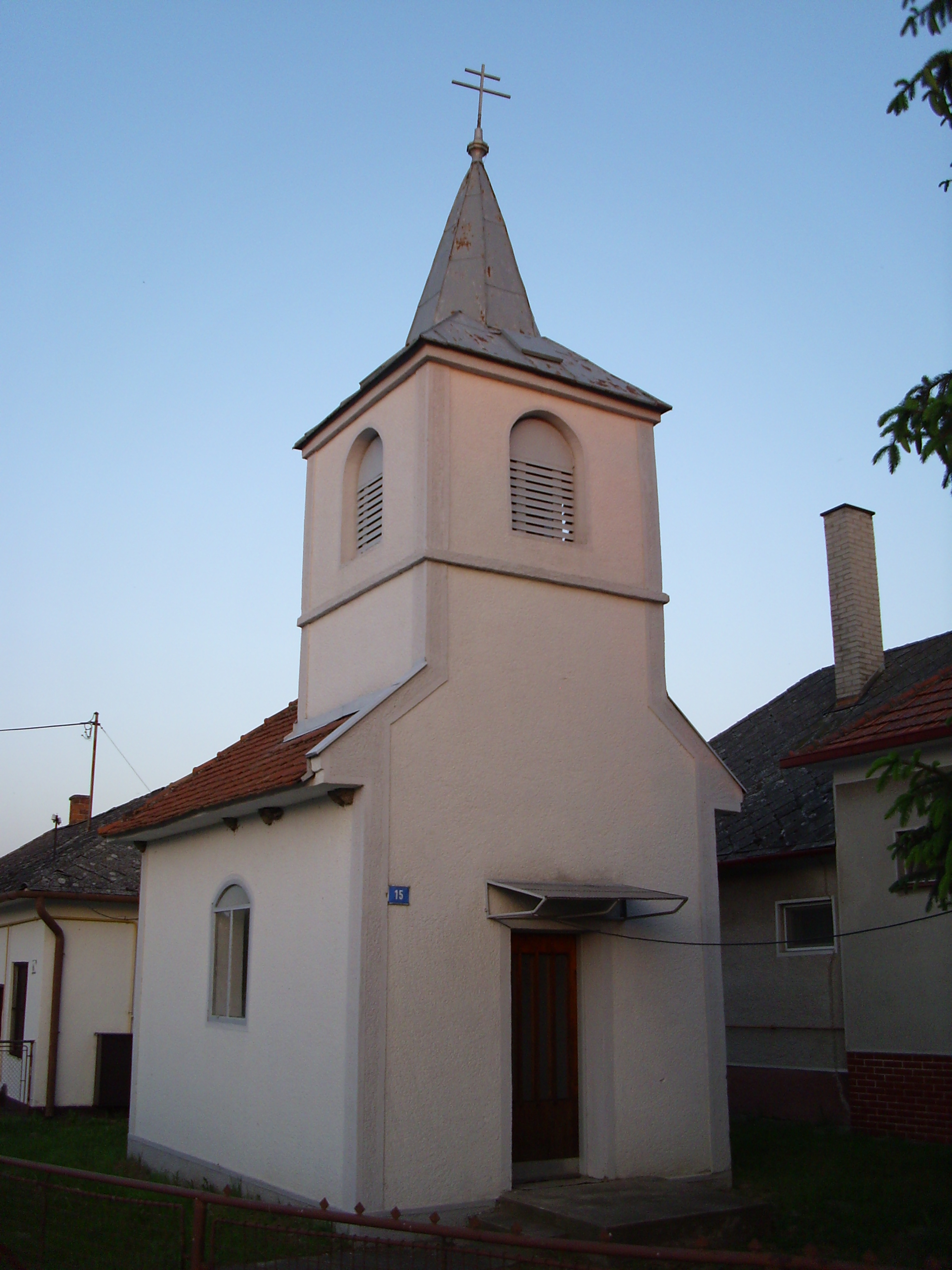
Katolikus kápolna
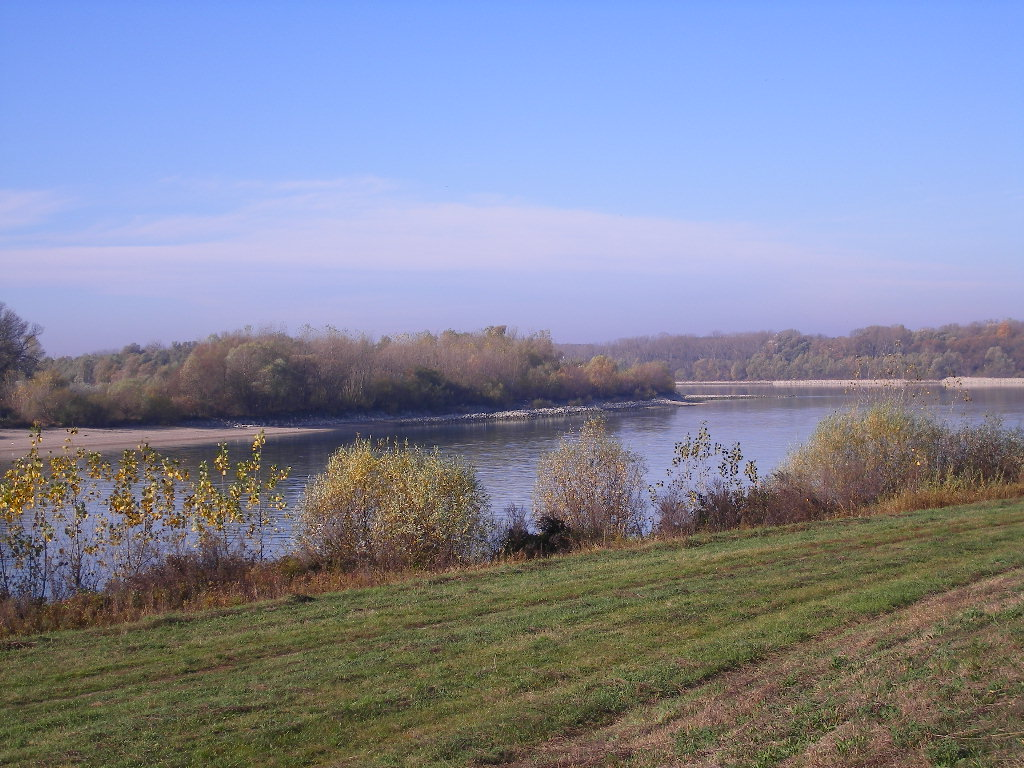
A Duna Szapnál
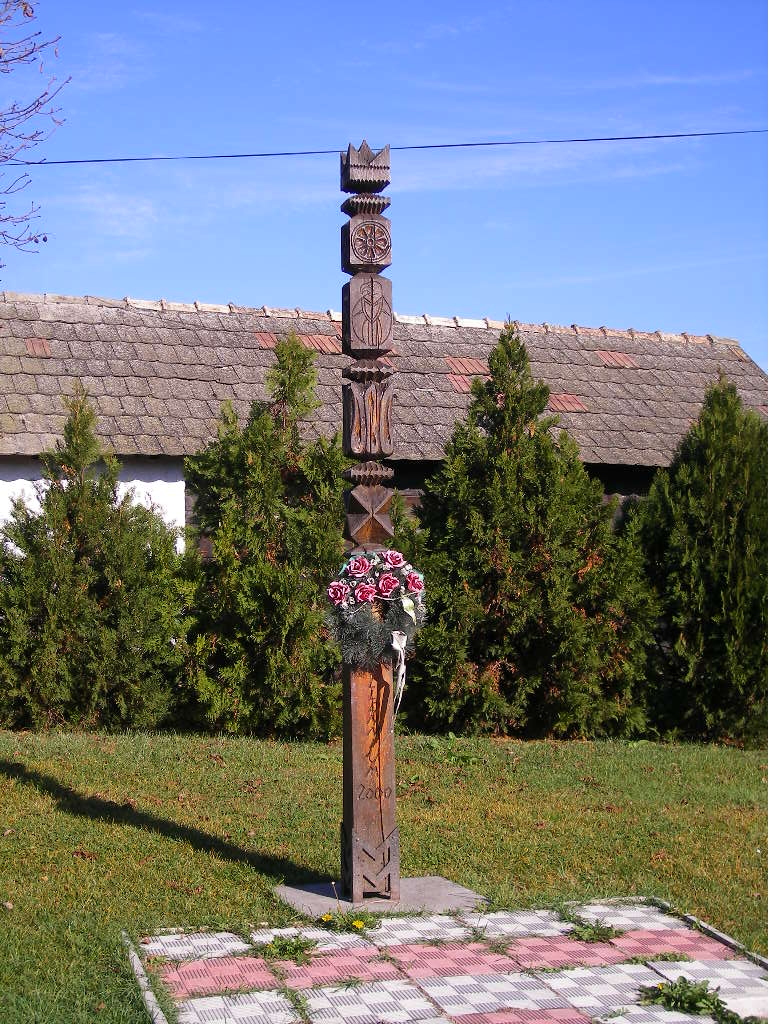
Milleniumi emlékkopjafa
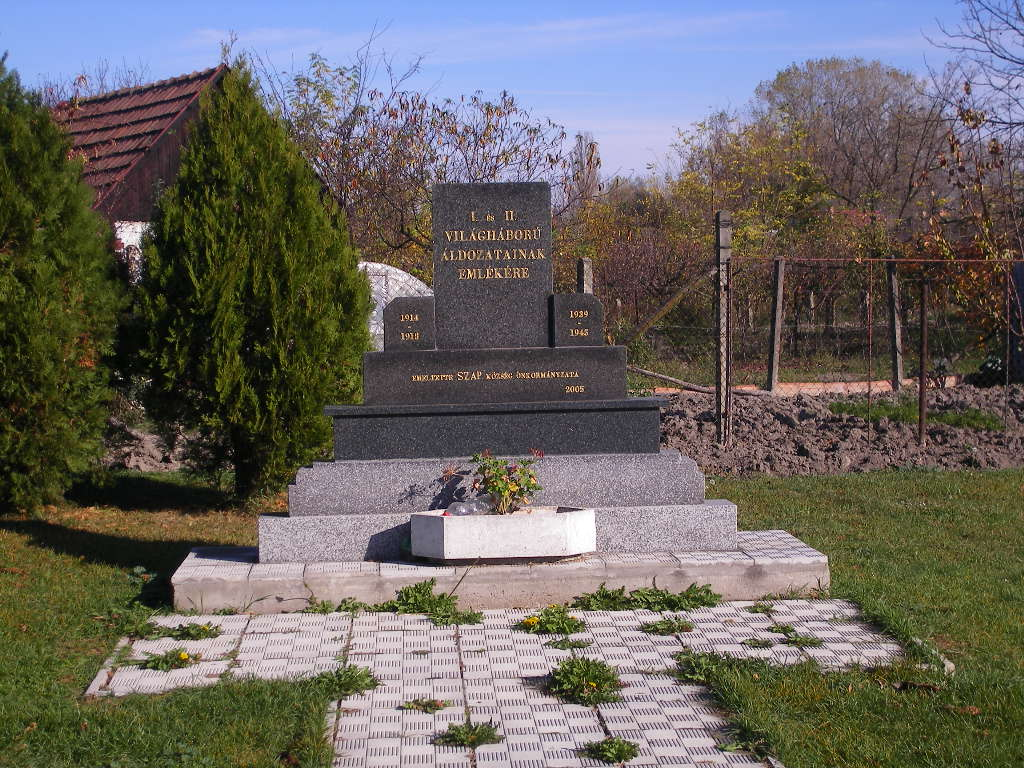
Világháborús emlékmű
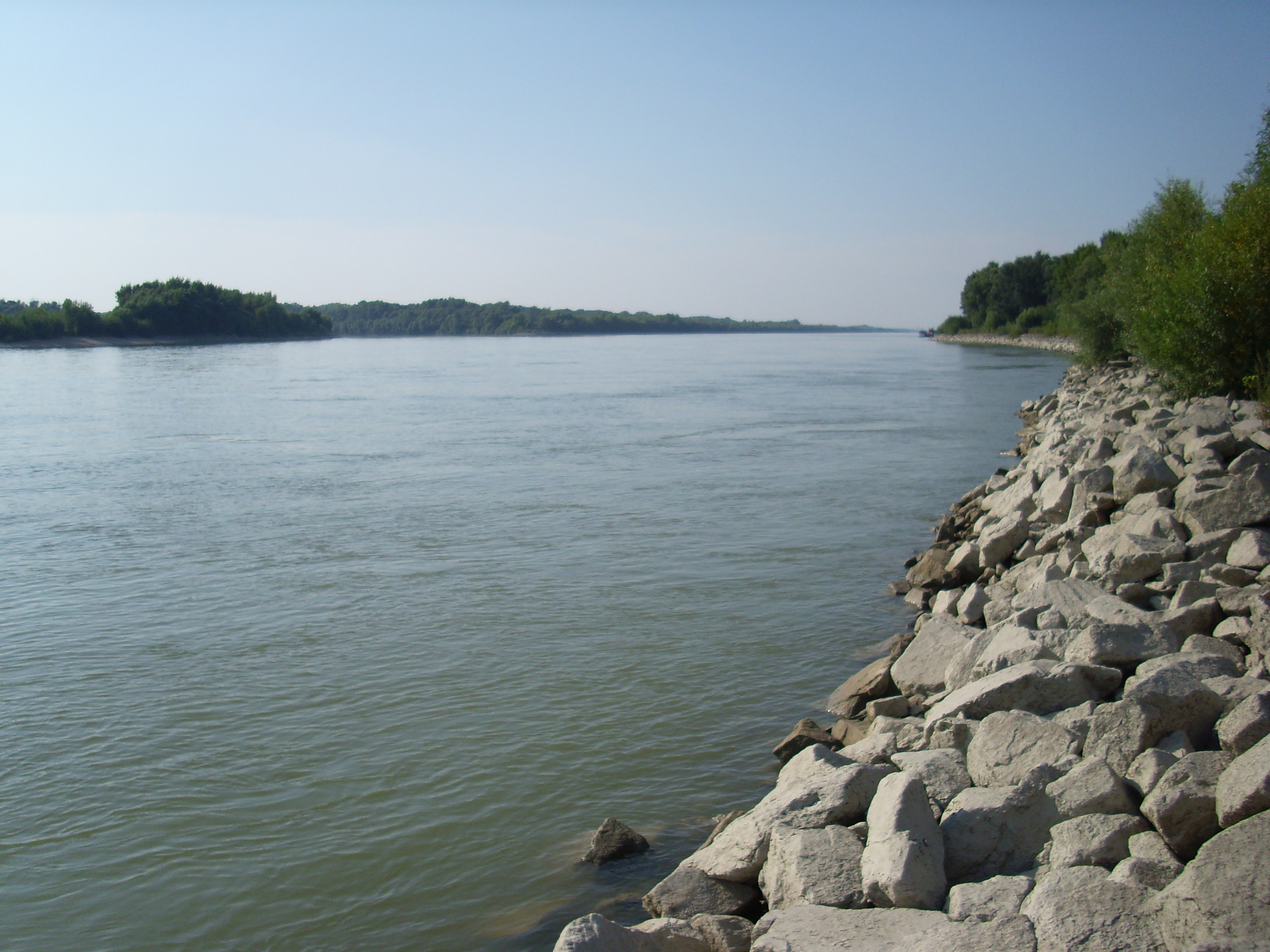
Duna Szapnál
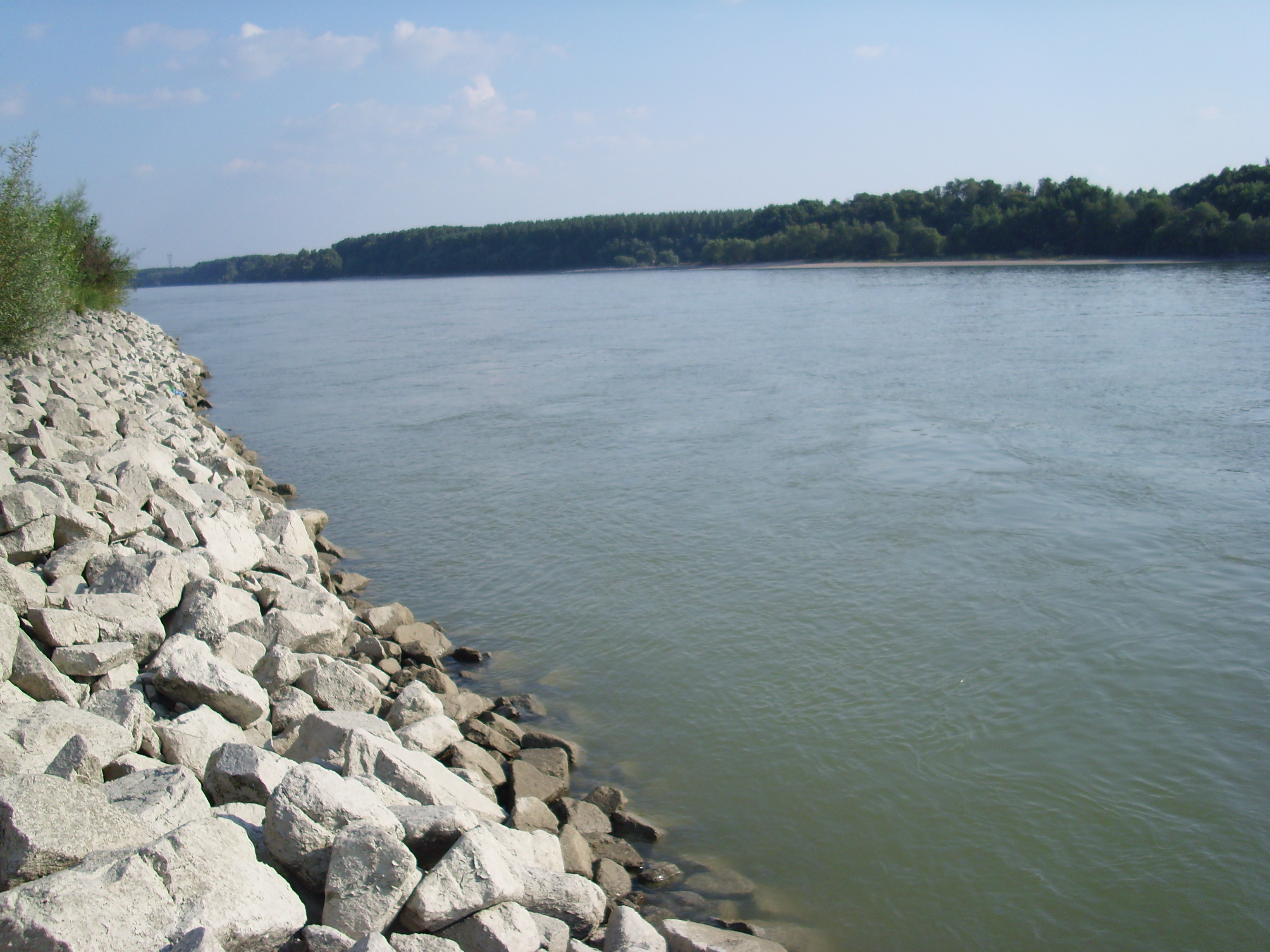
Duna Szapnál
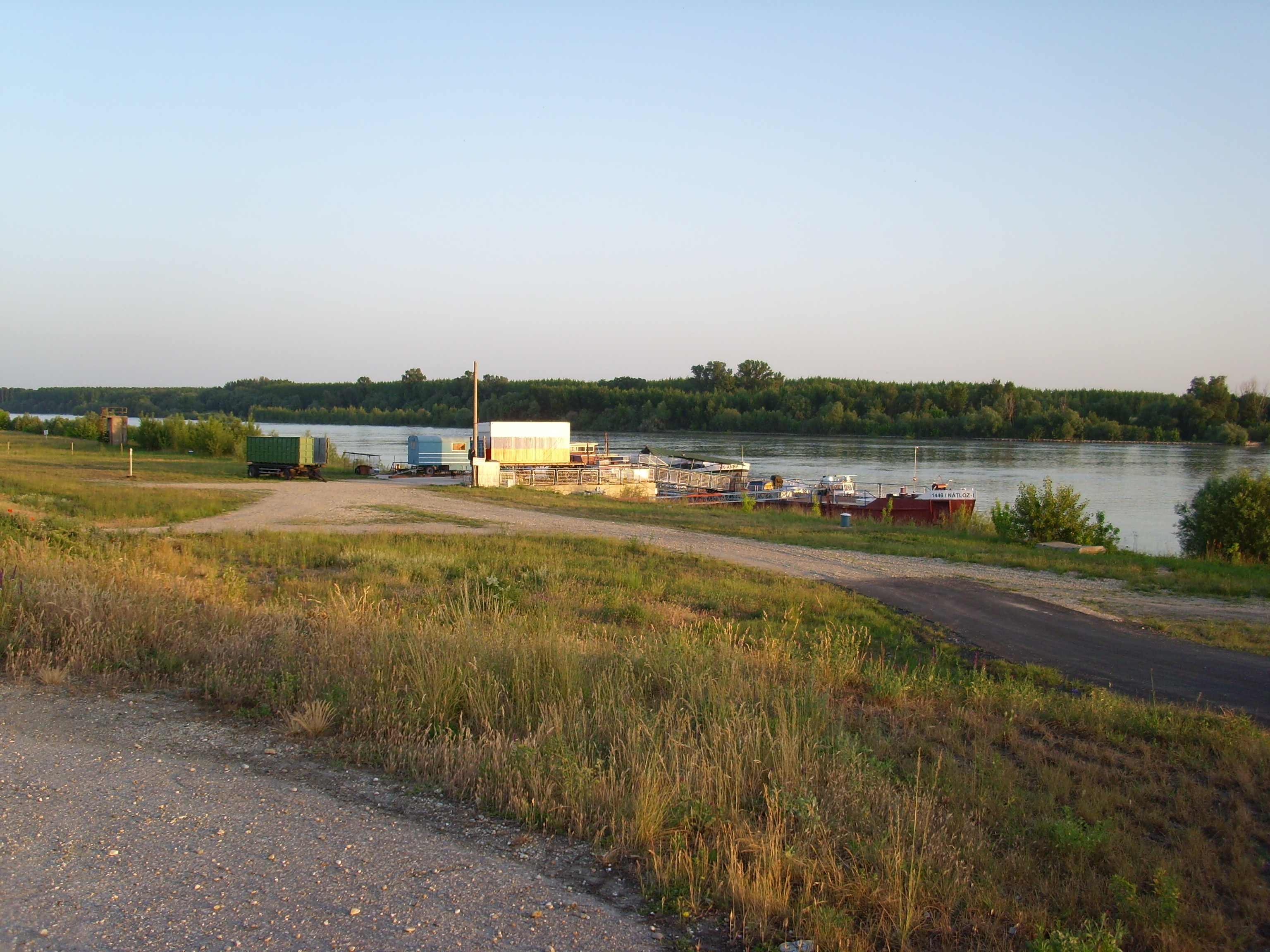
Duna Szapnál
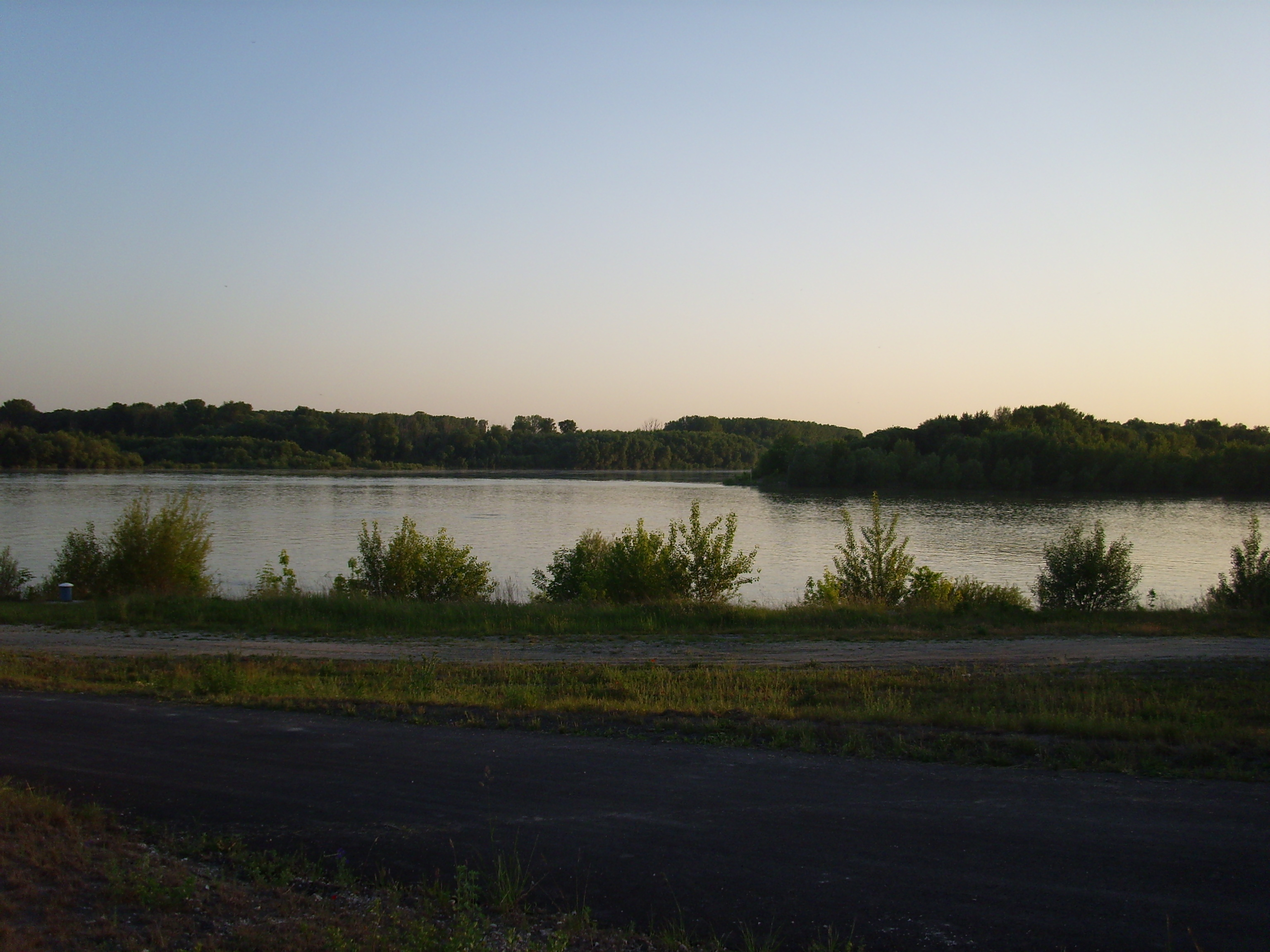
Duna Szapnál
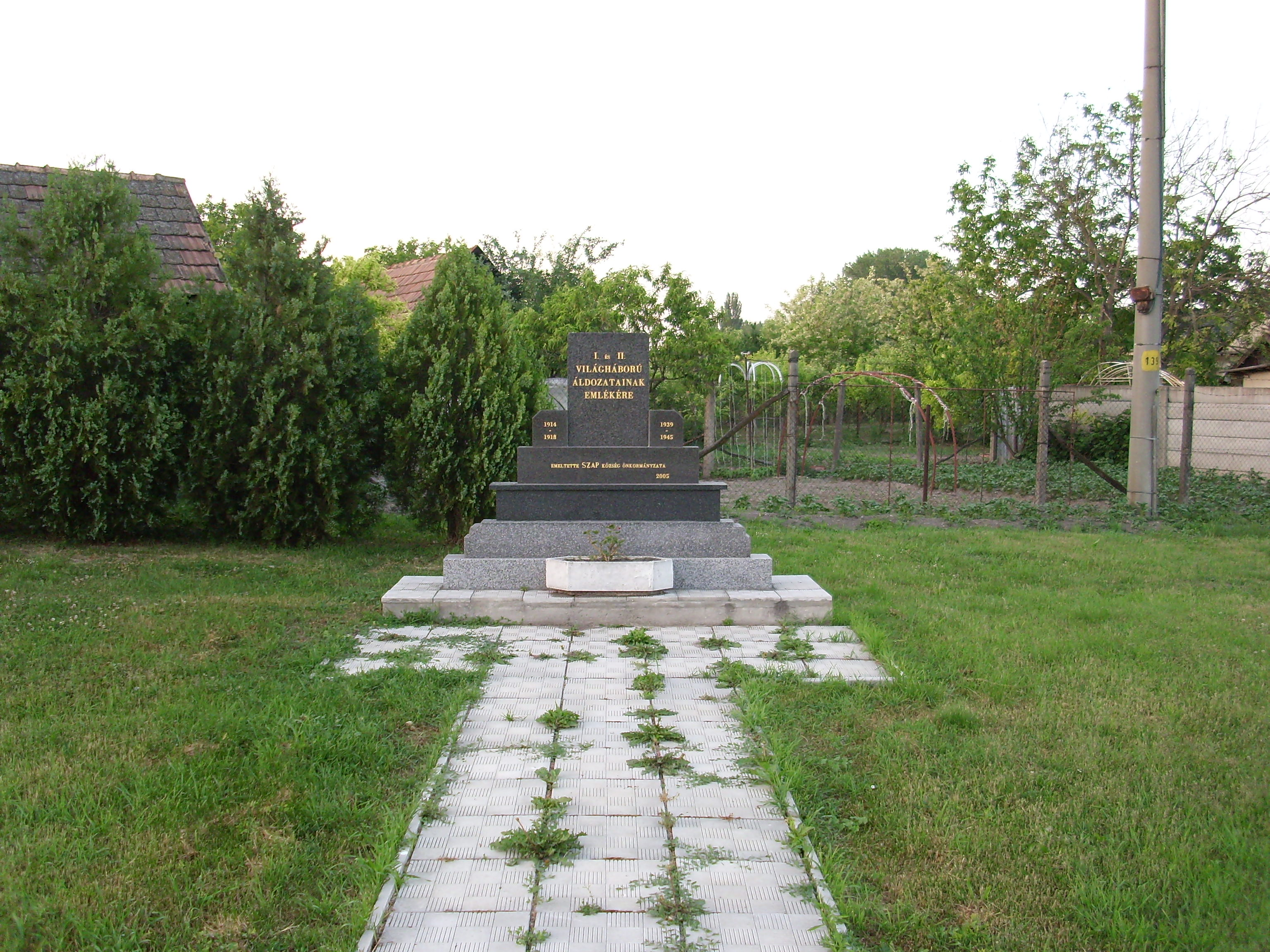
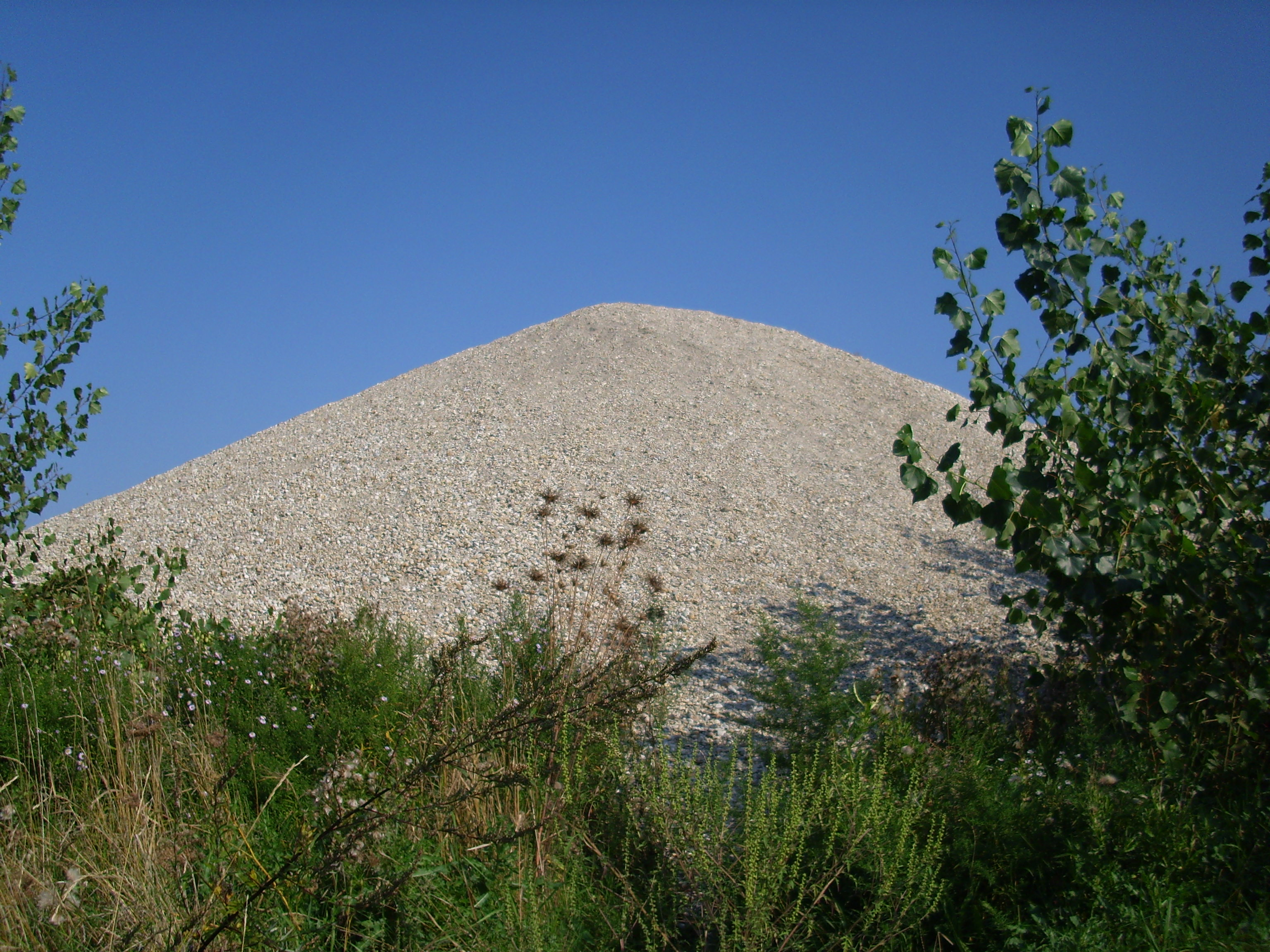
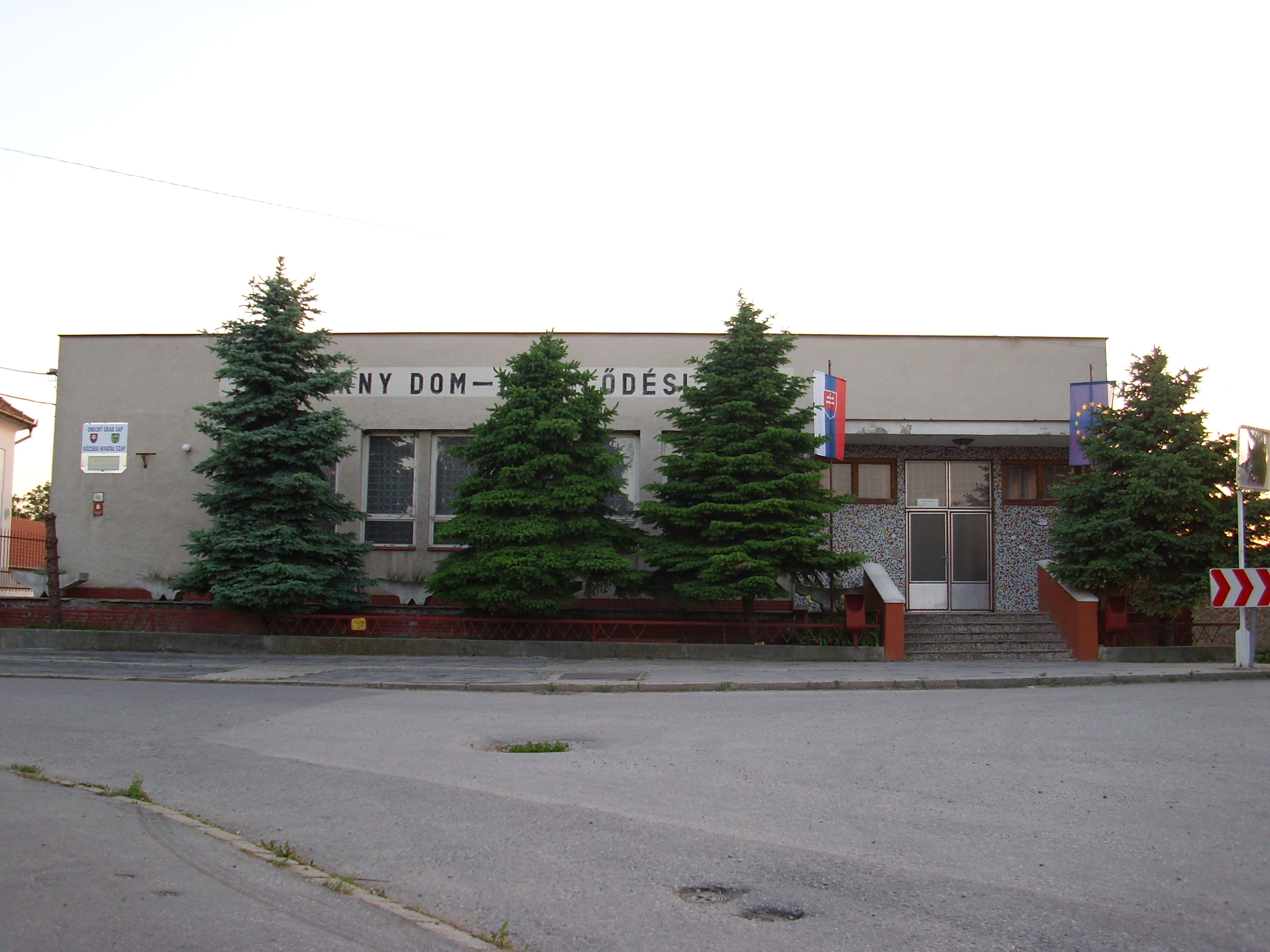
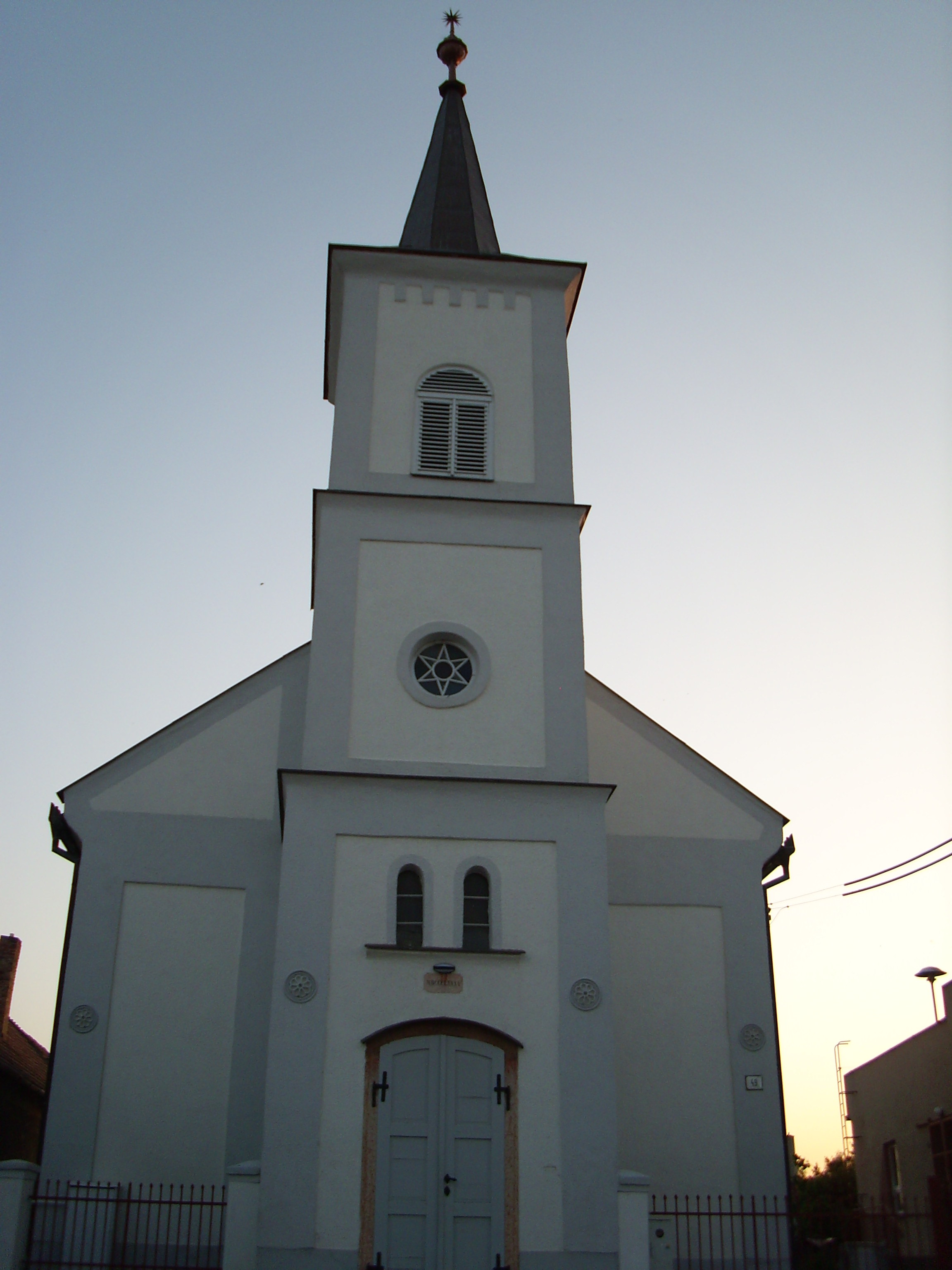
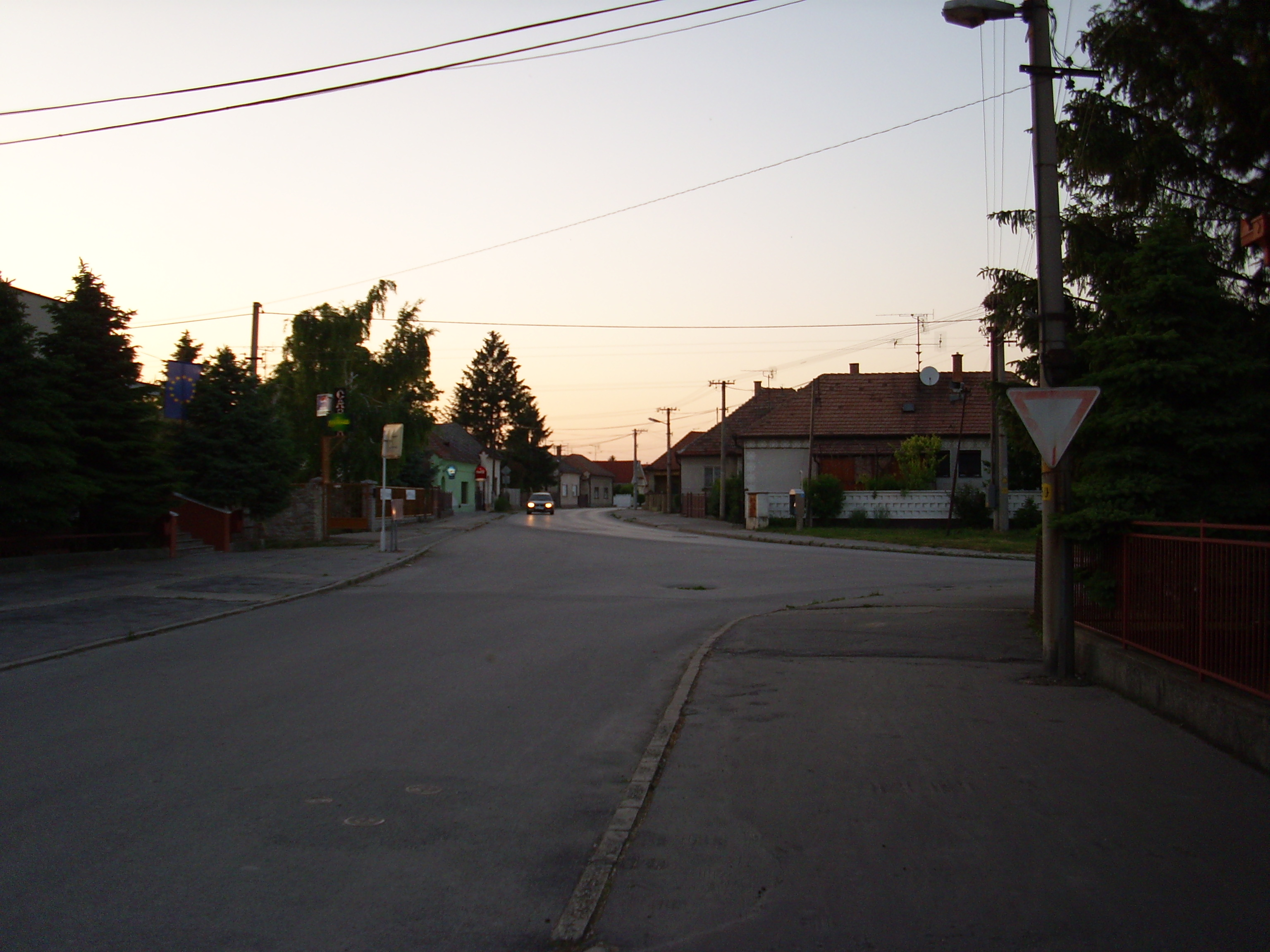
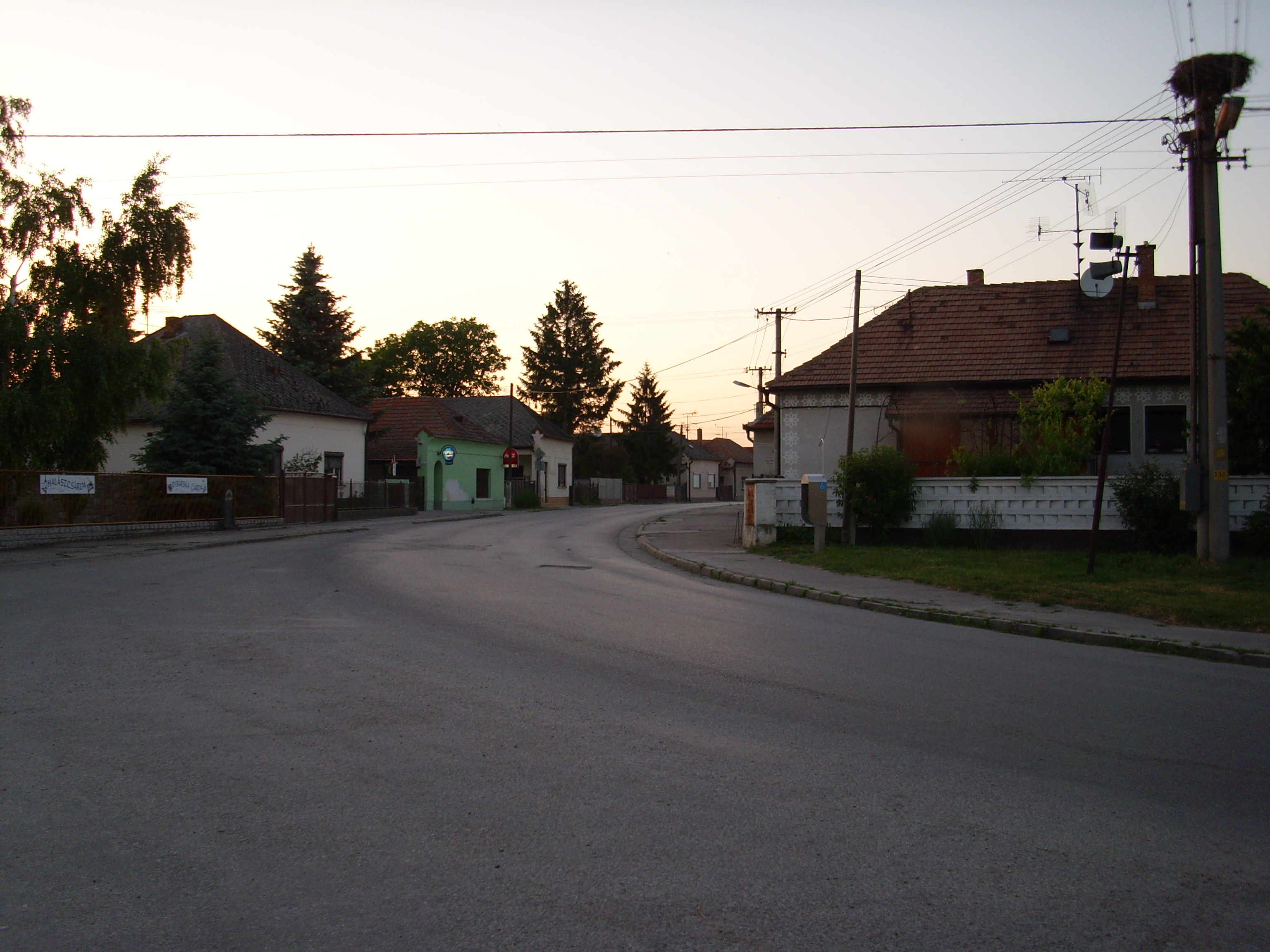
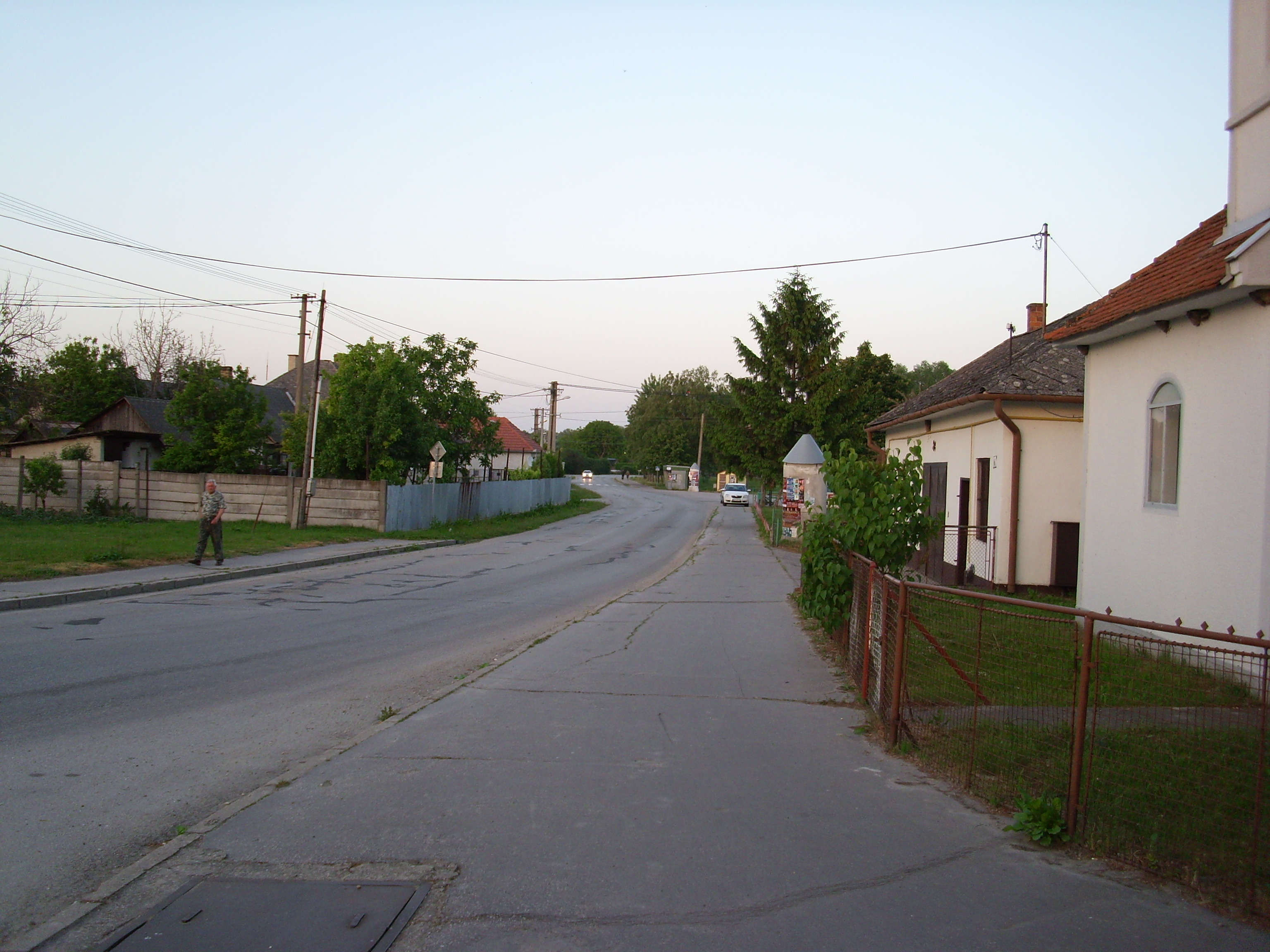

## Külső hivatkozások
- Szlovák Statisztikai Hivatal Archiválva 2007. november 16-i dátummal a Wayback Machine-ben